# Манфред Винкелхок
Манфред Винкелхок (на немски: Manfred Winkelhock) (6 октомври 1951 – 12 август 1985) е германски пилот. Роден е в Вайблинген, той е брат на Йоаким Винкелхок и баща на Маркус Винкелхок, който се състезава в ДТМ.
Манфред Винкелхок е един от пилотите който преживял катастрофа на пистата Нюрбургринг Нордшлайфе, състезание от сериите Формула 2 когато неговият Марч се преобръща през 1980 година. Първото му участие във Формула 1 е в Италия където замества тежко контузения си сънародник Йохен Мас за екипа на Ероуз. Състезава се за германския отбор АТС през 1982. БМВ става доставчик на отбора през 1983 и това води до добри резултати за Манфред, но и много инциденти. В същото време участва в туристически и спортни автомобилни серии като е победител на 1000 км на Монца със Марк Сюрер през 1985.
Губи живота си става на 12 август когато катастрофира тежко на втория завой на пистата Моспорт парк недалече от Торонто, Онтарио, Канада по време на състезанието на 1000 км Бъдуайзер кръг от Световния шампионат за издръжливост като кара Порше 962С в отбор с Марк Сюрер.